# Limor Fried

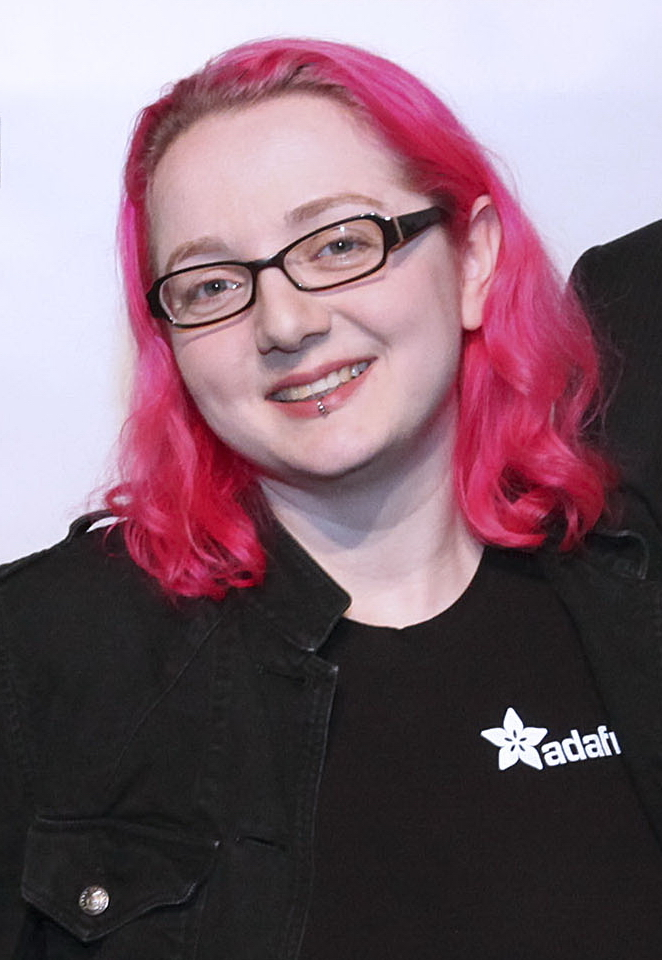
Limor Fried

Limor Fried (* 1979) ist eine US-amerikanische Ingenieurin der Elektrotechnik und Hackerin. Sie wurde bekannt als Gründerin des Unternehmens Adafruit Industries, welches sich mit Hobbyelektronik beschäftigt. Ihr Nickname „ladyada“ ist wie der Firmenname eine Hommage an die britische Mathematikerin Ada Lovelace.
Fried ist einflussreich in der Open-Source-Hardware-Community und entwickelte das MintyBoost, ein batteriebetriebenes Ladegerät für über USB ladbare Geräte wie Smartphones.

## Biographie
Fried hat am Massachusetts Institute of Technology ihren Master of Engineering bekommen und gründete darauf mit ihren eigens entwickelten Produkten ihr Unternehmen Adafruit. Sie wurde 2009 mit dem Pioneer Award der Electronic Frontier Foundation für ihre Arbeit in der Open Source Hardware Community ausgezeichnet. Zwei Jahre später bekam sie von der Fast Company den Preis der einflussreichsten Frau in der Technik („Most Influential Women in Technology“). Über ihre Produkte wurde mehrfach im MAKE-Magazine und Technologie Magazin Wired berichtet.

## Produkte
Adafruit setzte 1000 US-Dollar als Preisgeld für die Entwicklung von Open-Source-Treibern für Microsofts 3D-Eingabe-Hardware Kinect für die Xbox 360 aus. Nachdem Microsoft mit rechtlichen Schritten drohte, erhöhte Adafruit das Angebot auf 3000 US-Dollar. Der Programmierer Hector Martin sicherte sich nur eine Woche nach dem Kinect-Verkaufsstart das Preisgeld.
Zu den von ihr entwickelten Produkten gehören neben den MintyBoost-Ladegeräten vor allem kleine Bausätze z. B. für die Arduino-Plattform und Lesegeräte für SIM-Karten. Einigen Bekanntheitsgrad erlangten ihre Produkte auch in Deutschland durch den US-amerikanischen Hacker und Erfinder der Universalfernbedienung TV-B-Gone Mitch Altman, der die gemeinsam mit Fried entwickelte Selbstbauversion seiner TV-B-Gone auf dem Chaos Communication Congress 2008 in Berlin vorstellte. Inzwischen (Stand 2024) entwickeln sie auch eigene Microcontroller wie den QtPy SAMD21 und den QtPy RP2040.